# Festival mondial du cirque de demain
Le Festival mondial du cirque de demain est une manifestation annuelle regroupant des représentations de jeunes artistes de cirque.

## Histoire
La première édition a lieu en 1977, sous le nom « Bourses Louis Merlin ». Le festival devient un événement important pour les jeunes artistes s’entraînant dans les écoles de cirque. Il devient subventionné par l’État, la Région, la ville, la SACEM et les droits dérivés de la télévision.

## Diffusion
Le festival est diffusé sur la chaîne Arte.